# 跨過鴨緑江
跨過鴨緑江は、2020年の中国のテレビドラマ。朝鮮戦争を題材としている。全40話。日本未公開。

## ストーリー
1950年に朝鮮戦争が勃発し、アメリカ空軍が中国東北地方を爆撃。毛沢東が中国軍を率いて参戦し、最終的に1953年7月27日に停戦条約を締結することで合意するまでを描く。

## 概要
2018年以来中米関係は深刻な悪化を遂げたため、中国政府は、朝鮮戦争における中国軍参戦を題材にした映画を大量に製作し始めた。2020年は中国軍が朝鮮戦争に参加して70周年の記念日である。本作は2020年12月に放送開始。

## キャスト
- 唐国強：毛沢東
- 丁勇岱：彭徳懐
- 姚剛：洪学智
- 趙波：梁興初[4]